# Baalder
Baalder (Nedersaksisch: Boalder) is een buurtschap in de Nederlandse gemeente Hardenberg en tegenwoordig ook een woonwijk van de stad Hardenberg.

## Buurtschap
De buurtschap Baalder lag ten oosten van de stad Hardenberg. Een deel van de oorspronkelijke buurtschap bestaat nog, en ligt ten noordoosten van de gelijknamige nieuwbouwwijk. De buurtschap werd gebouwd op een es. Baalder kreeg samen met Radewijk een stopplaats aan de spoorlijn Zwolle - Stadskanaal. Deze kreeg de naam Baalder-Radewijk.
In 1937 werd de es voor een deel afgegraven, omdat de dode Vechtarmen werden gedempt. Hierbij werden verschillende schalen, bekers en urnen gevonden.

## Woonwijk
In de jaren 70 en 80 werd op de plaats van de buurtschap een nieuwbouwwijk gebouwd. Deze wijk kreeg dezelfde naam als het gehucht en ligt tussen de spoorweg Zwolle - Emmen en het Overijsselse Vechtdal. Veel van de oorspronkelijke bebouwing is hierbij verloren gegaan. In de wijk staat nog wel een boerderij die dienstdoet als wijkcentrum en kinderboerderij. Het stratenpatroon van de wijk is ook nog voor een deel te vergelijken met hoe die er vroeger uitzag. De wijk heeft meerdere basisscholen en een sporthal. In het noordelijkste deel van de wijk, de Baalder Esch, staan grotere huizen en villa's. De wijk heeft ongeveer 3500 inwoners op 1300 huishoudens.
Eind jaren 80 werd begonnen met de bouw van een wijk aan de andere kant van de spoorlijn Zwolle - Emmen, met de naam Baalderveld.